# بك
البك أو الباي أو البيك أو البيه كلمة ولقب تركي، كان يستخدم في الدولة العثمانية. ويستخدم في العديد من اللغات والبلدان، مثل (الألبانية: bej)، و(البوسنوية: beg)، و(الفارسية: بَیگ). معناها السيد أو الأمير أو ذو شأن عظيم وهي تلفظ (بيه) ومن هنا سمي مؤدب الملك في بلاد فارس (أتابك أي السيد الأب)، ثم أطلقت أتابك على الوزير ووكيله وعلى الأمير نفسه. هذه الكلمة كانت قبل في مقابل الباشا في معنى وال أو حاكم إقليم أو أمير تابع لسلطان كما هو الشأن في بك تونس (باي تونس) ثم صارت الآن تطلق على كبار موظفي الجيش بحرياً وبرياً وتوسع فيها حتى صارت تعطى الآن لقباً تشريفياً بدون مراعاة وظيفة أو وراثة. (عن دائرة معارف القرن العشرين تأليف محمد فريد وجدي المجلد الثاني دار الفكر بيروت ص 286).
في مصر قبل الثورة، كان هذا اللقب يلي لقب الباشا. لقب عادة ما يطبق على زعماء القبائل الصغيرة. بعد الثورة في مصر، نزل من عليائه في تلك الحقبة، وكان يطلق على كبار الموظفين كمديري العموم ووكلاء الوزارات وضباط الشرطة ووكلاء النيابة. ورغم أن أصل الكلمة تركي لكنها انتشرت في مصر بعد العهد العثماني.

## الأصل
يُقال أن أصل الكلمة صينية وأخرى أنه ساساني لكن الشائع أنها تركية الأصل وأول من أطلق عليه هذه التسمية مؤسس الدولة العثمانية القائد أرطغرل. وتعتبر كرتبة أدنى من لقب باشا. تستخدم حالياً بين الضباط العسكريين وأيضاً تستخدم للمدراء العرب الكبار أصحاب الشركات الكبرى خاصة في مصر والأردن.

## الباي
البَاي لقب تركي يفيد في الأصل «رئيس العشيرة». ثم تطور هذا اللقب ليعني حاكم منطقة ويظهر أيضاً في الرتب العسكرية. والبَايِلِيك تعني في نفس الوقت سلطة الباي ومنطقة نفوذه.
وكان لقب يطلق على حاكم تونس حتى عند الإستعمار الفرنسي، وكان آخرهم محمد الأمين باي (1943-1957)، بعد الإستقلال عند إعلان الحكم الجمهوري عوض الحكم الملكي.

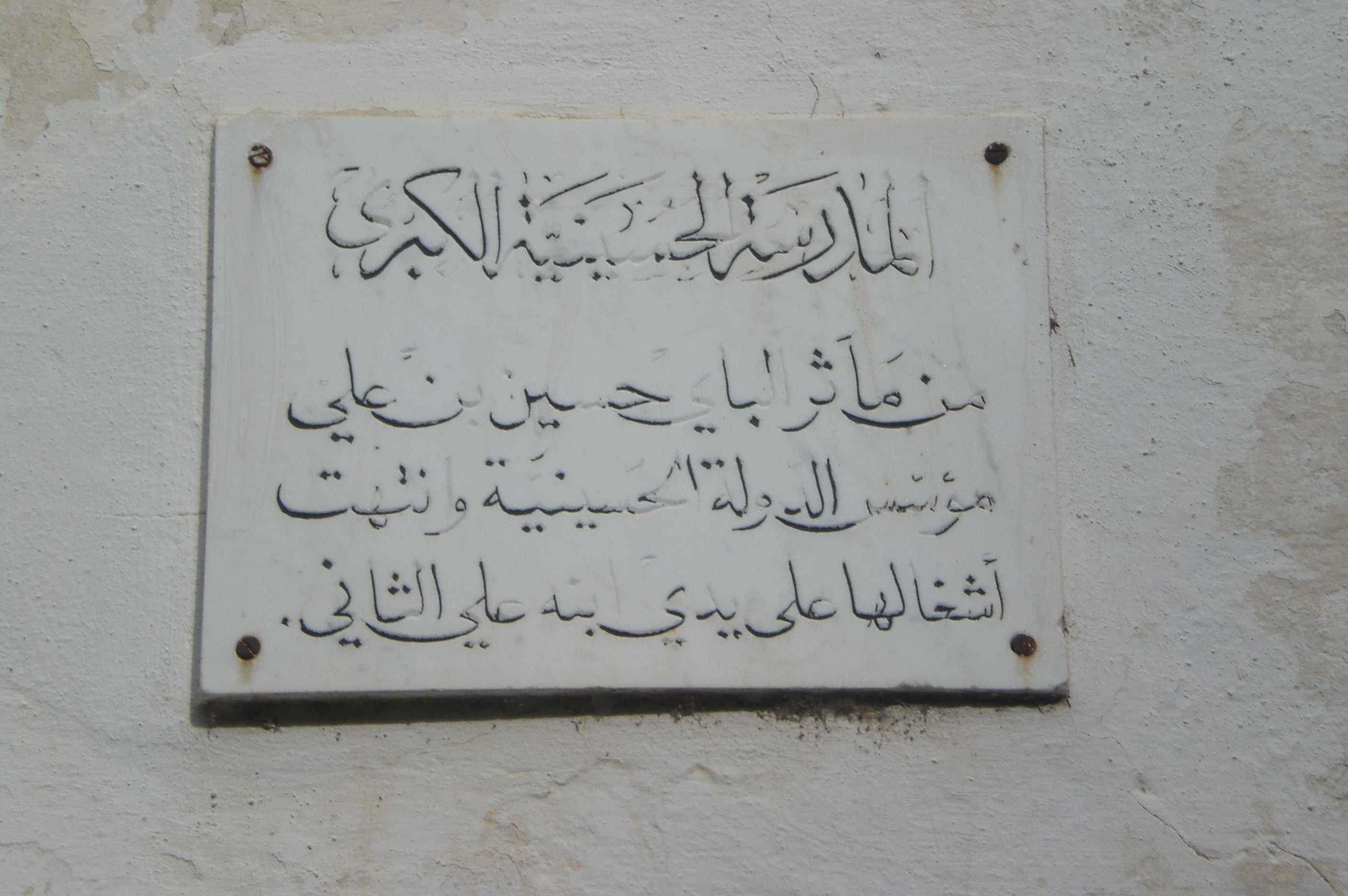
لقب «الباي» على لافتة مدرسة عثمانية في تونس.